# Aframomum elegans
Aframomum elegans là một loài thực vật có hoa trong họ Gừng. Loài này được Lock mô tả khoa học đầu tiên năm 1980.